# Aline Lizotte
Aline Lizotte, née en 1935 au Québec (Canada), est une philosophe, théologienne et essayiste catholique franco-canadienne.

## Biographie
Aline Lizotte obtient un doctorat canonique et d’État en philosophie en 1969 à l'Université Laval à Québec où elle suit les cours du philosophe et théologien Charles De Koninck et de Jacques de Monléon qui dirige sa thèse intitulée La définition du fait social dans les théories sociologiques contemporaines.
La même année, professeur de philosophie au grand séminaire de Montréal, elle fonde à Paris avec Marcel Clément la Faculté libre de Philosophie Comparée et y enseigne deux décennies,. Elle est titulaire de la chaire de logique et enseigne la métaphysique et la philosophie de la nature. Philippe Barbarin, futur Primat des Gaules, est son élève.
En 1991, elle fonde l’Association pour la formation chrétienne de la personne (AFCP) qui organise des sessions intitulées « Amour, Sexualité et Vie chrétienne » où la sexualité est abordée sur un plan à la fois psychologique, physiologique et théologique. Partant du principe que « On ne peut former une personne équilibrée si elle n'a pas une vision claire et positive de la sexualité », Aline Lizotte propose également des sessions spécifiques pour les formateurs à la vie consacrée.
En 2000, Aline Lizotte s’installe près de l'abbaye Saint-Pierre de Solesmes et obtient en 2004 la nationalité française.
En septembre 2012, elle prend la direction de l’Institut Karol Wojtyla, un institut de formation continue habilité à délivrer une formation universitaire en vue d’un certificat d’accompagnement des personnes,,.
En 2013, elle fonde le média catholique en ligne Smart Reading Press, dont elle est la rédactrice en chef.
Le 1er juin 2022, elle est contrainte de démissionner de ses fonctions de modératrice générale de l'AFCP sur ordre de Yves Le Saux, évêque du Mans. Cette démission fait suite à une visite canonique menée à compter du 27 mars 2022 par Jean-Pierre Batut, évêque de Blois et le frère dominicain Thierry Dominique Humbrecht, lesquels ont rendu leur rapport le 31 mai 2022. La visite canonique avait pour objet principal « de clarifier le fonctionnement actuel de l’association, en particulier son mode de gouvernement, ainsi que d’être éclairé sur l’avenir à envisager ».

## Ouvrages
- La définition du fait social dans les théories sociologiques contemporaines, thèse de doctorat à l'Université Laval, 1969
- Les Sept sacrements, Nouvelles éditions latines, 1982,  (ISBN 978-2-7233-0186-2)
- Vrai Dieu, vrai homme, Nouvelles éditions latines, 1984,  (ISBN 978-2-7233-0261-6)
- Le don des époux, signe de l'Amour invisible, éditions du Serviteur, 1992,  (ISBN 2-904317-26-0), qualifié de « bon ouvrage de vulgarisation » par Pascal Ide, médecin et docteur en théologie[11]
- Une morale de liberté, guide de lecture de l'encyclique Veritatis splendor de Jean-Paul II, EDIFA, 1995,  (ISBN 978-2-910922-00-9)
- La femme dans l'église d'aujourd'hui vocation et mission, 1995, livre audio sur cassette, collection Demain, quels prêtres ?, éditions Paray-le-Monial
- Philosophie de l'âme : la psychologie rationnelle, 2004
- La personne humaine, édition Parole et Silence, Les Presses Universitaires de l'IPC, 2007  (ISBN 978-2-84573-624-5). 2e édition, Les Presses universitaires de l'IPC, 2014  (ISBN 979-10-93043-07-4)
- L'art de la définition, édition Parole et Silence, Les Presses Universitaires de l'IPC, 2007,  (ISBN 978-2-84573-619-1)
- L’Obéissance du Christ et le mystère de piété, éditions AFCP, 2007, texte de quatre conférences données en 2006-2007

Outre ces ouvrages, Aline Lizotte a publié de nombreux articles dans les Cahiers de l’IPC et dispose d’une chronique de politique étrangère publiée régulièrement dans le bimensuel catholique traditionaliste L’Homme nouveau .